# Ramazzottius agannae
Espèce
Ramazzottius agannae est une espèce de tardigrades de la famille des Ramazzottiidae.

## Distribution
Cette espèce est endémique du Tyrol en Autriche. Elle se rencontre au-dessus de 3 000 m d'altitude dans les Alpes de l'Ötztal et les Alpes de Stubai.

## Description
Ramazzottius agannae mesure de 162 à 425 µm.

## Étymologie
Cette espèce est nommée en l'honneur de Agathe Anne Dastych.

## Publication originale
- Dastych, 2011 : Ramazzottius agannae sp. nov., a new tardigrade species from the nival zone of the Austrian Central Alps (Tardigrada). Entomologische Mitteilungen aus dem Zoologischen Museum Hamburg, vol. 15, no 184, p. 237-253 (texte intégral).